# كطار (الرقة)
كطار قرية سورية تتبع ناحية سلوك في منطقة تل أبيض في محافظة الرقة. بلغ عدد سكانها 336 نسمة في عام 2004 حسب إحصاء المكتب المركزي للإحصاء.